# Olympische Sommerspiele 1956/Teilnehmer (Israel)
| Gelbes Symbol für Goldmedaillen mit stilisierten Olympischen Ringen | Graues Symbol für Silbermedaillen mit stilisierten Olympischen Ringen | Braundes Symbol für Bronzemedaillen mit stilisierten Olympischen Ringen |
| ------------------------------------------------------------------- | --------------------------------------------------------------------- | ----------------------------------------------------------------------- |
| —                                                                   | —                                                                     | —                                                                       |

Israel nahm an den Olympischen Sommerspielen 1956 im australischen Melbourne mit einer Delegation von drei Sportlern, zwei Männer und eine Frau, an drei Wettkämpfen in drei Sportarten teil.
Es war die zweite Teilnahme des Landes an Olympischen Sommerspielen.
Jüngster Athlet war die Schwimmerin Shoshana Rivner (18 Jahre und 283 Tage), ältester Athlet war der Wasserspringer Yoav Ra’anan (28 Jahre und 321 Tage). Fahnenträger war Yoav Ra’anan.

## Teilnehmer nach Sportarten

### Leichtathletik
Herren
- David Kushnir
  - Weitsprung

Qualifikationsrunde: 6,89 Meter, Rang 25, nicht für das Finale qualifiziert
Versuch eins: 6,09 Meter
Versuch zwei: 6,89 Meter
Versuch drei: 6,45 Meter

### Schwimmen
Damen
- Shoshana Rivner
  - 100 Meter Freistil

Runde eins: ausgeschieden in Lauf fünf (Rang sieben), 1:10,3 Minuten

### Wasserspringen
Herren
- Yoav Ra’anan
  - Kunstspringen drei Meter

Qualifikationsrunde: 65,14 Punkte, Rang 22, nicht für das Finale qualifiziert
Sprung eins: 12,81 Punkte, Rang zwei
Sprung zwei: 10,83 Punkte, Rang 18
Sprung drei: 10,45 Punkte, Rang 20
Sprung vier: 7,48 Punkte, Rang 30
Sprung fünf: 9,54 Punkte, Rang 26
Sprung sechs: 7,04 Punkte, Rang 31